# Athyrium oblitescens
Athyrium oblitescens är en majbräkenväxtart som beskrevs av Kurata. Athyrium oblitescens ingår i släktet Athyrium och familjen Athyriaceae. Inga underarter finns listade.